# Кайзерлинг, Герман фон
Граф Герман Александр фон Кайзерлинг (нем. Hermann Alexander Graf Keyserling; 20 июля 1880, Кёни, Российская империя — 26 апреля 1946, Инсбрук, Австрия) — немецкий философ и писатель из остзейского рода Кайзерлингов.

## Биография
Внук А. А. Кейзерлинга, правнук Е. Ф. Канкрина, племянник А. Пилар фон Пильхау, троюродный брат Архибальда Кайзерлинга.
В 1897—1902 годах изучал геологию, химию и зоологию в университетах Женевы, Тарту, Гейдельберга и Вены, в 1903—1906 годах — в Париже, где опубликовал свою первую философскую книгу «Строение мира». Занимался естественнонаучными исследованиями в ряде европейских университетов. Чудом выжив после ранения на дуэли, обратился к литературе и философии. В 1907 году прочитал в Гамбурге курс лекций, лёгший в основу его «Пролегомен натурфилософии» (1910). В 1908—1917 годах жил в имении Рохукюла в Эстляндской губернии. В 1911—12 годах предпринял кругосветное путешествие, описанное в наиболее известном его сочинении — «Путевом дневнике философа» (1919).
В 1919 году  году женился на графине Марии Геделе фон Бисмарк-Шенхаузен (1896–1981), дочери Герберта фон Бисмарка, в браке с которой родились двое сыновей:
- Манфред (1920–2008), дочь Сильвия Кайзерлинг (род. 14 февраля 1951)
- Арнольд[нем.] (1922–2005), немецко-австрийский философ и религиовед, женат на  Вильгельмине фон Ауэрсперг (1921–2010).

В 1920—1939 годах жил в Дармштадте, где при поддержке бывшего великого герцога Эрнста Людвига основал в 1920 году «Школу мудрости», а также «Общество свободной философии», организованные им ежегодные конференции привлекали известных учёных. Материалы этих конференций до 1927 года печатались в альманахах; среди участников его проектов: Н. А. Бердяев, X. Дриш, Л. Фробениус, К. Г. Юнг, Э. Кречмер, Х. де Ман, М. Шелер, Э. Трёльч, Р. Тагор.
Во время Второй мировой войны работал над «Книгой об истоках» (Buch vom Ursprung), которую считал своим главным произведением.
С 1947 года существует Общество Кайзерлинга в Висбадене, издающее с 1963 года журнал «Terra Nova».

## Сочинения
- Das Gefüge der Welt. — München, 1906.
- Philosophie als Kunst. — 1920.
- Schöpferische Erkenntnis. — 1922
- Das Reisetagebuch eines Philosophen, 7 Aufl., Bd. 1—2. — Darmstadt, 1923.
- Menschen als Sinnbilder. — Darmstadt, 1926.
- Wiedergeburt. — 1927.
- Europa (Das Spektrum Europas). — London, 1928.
- Amerika. Aufgang einer neuen Welt. — 1930.
- Buch vom Ursprung. — 1947.
- Kritik des Denkens. — Innsbruck, 1948.
- Die gesammelten Werke. / In 6 Bd. — Darmstadt—Baden-Baden, 1956.

## Издания на русском языке
- Америка. Заря нового мира. СПб.: Санкт-Петербургское философское общество, 2002
- Путевой дневник философа. СПб.: Владимир Даль, 2010